# 新康府街道
新康府街道是中华人民共和国江西省宜春市袁州区下辖的一个街道办事处。

## 行政区划
新康府街道下辖以下村级行政区划单位：
新康府社区。